# Johan Huizinga
Johan Huizinga (IPA: [ˈjoːɦɑn ˈɦœy̯zɪŋɣaː]  ouvir) (Groninga, 7 de dezembro de 1872 — De Steeg, 1 de fevereiro de 1945) foi um historiador e linguista holandês, conhecido por seus trabalhos nas áreas da história cultural, da teoria da história e da crítica da cultura. Os trabalhos de Huizinga oferecem contribuições para diversos temas, tais como a definição do conceito de história e da tarefa do historiador, a história da cultura nos Países Baixos e na França durante a Baixa Idade Média e o Renascimento, o papel do elemento lúdico na cultura, e a crítica à cultura da civilização moderna.
Iniciado na linguística, Huizinga mudou seu caminho para a história nos primeiros anos do século XX. Lecionou na Universidade de Amsterdã, Universidade de Groninga e Universidade de Leiden, permanecendo nesta última por mais de 20 anos, até a ocupação de região pelos nazistas em 1942. Foi lá que Huizinga publicou suas pesquisas mais notáveis, como O Outono da Idade Média, Nas sombras do amanhã e Homo Ludens. Huizinga é reconhecido como uma das principais referências para a história cultural moderna, mantendo algumas de suas obras na circulação do mercado editorial contemporâneo.

## Biografia
Johan Huizinga nasceu na cidade de Groninga, filho do professor de fisiologia Dirk Huizinga e sua esposa Jacoba Tonkens, que faleceu apenas dois anos após o nascimento do filho. Sua família fazia parte de uma longa descendência de padres Menonitas, fato que se expressa no forte interesse do autor pelo tema da religiosidade, especialmente em seus trabalhos da juventude. Ao final da vida, Huizinga declarou não aderir a nenhuma confissão religiosa. Na escola, Huizinga teve seu primeiro contato com a gramática de línguas estrangeiras, tendo por objetivo inicial seguir seus estudos na área da literatura arábica, ideia não aprovada por seu pai em função de preocupações financeiras.  De inspiração romântica, Huizinga estabeleceu uma relação conflituosa com a cultura de seu tempo. Em geral, lhe desagradavam tanto o capitalismo quanto os fenômenos culturais característicos do século XX, como a arte abstrata de Piet Mondrian e Wassily Kandinsky, além do cinema e do rádio.
Em 1902, Huizinga casa-se com Lady Mary Vincentia Schorer, filha do prefeito de Midelburgo. O casal teve cinco filhos ao longo dos anos 1903 e 1912, entre eles o escritor holandês Leonhard Huizinga. Homem de temperamento tímido, era antifreudiano e antimarxista em função das implicações anticristãs de ambos os sistemas de pensamento. Duas tragédias marcaram a sua vida nesta segunda década do século: em 1914, sua esposa veio a falecer por problemas de saúde, e seis anos mais tarde, o mesmo acontece com seu filho mais velho, Dirk Huizinga. Johan casa-se novamente em 1937 com Auguste Scholvinck, aos sessenta e cinco anos de idade, e ganha sua última filha, Laura Conley-Huizinga, nascida em 1941.
Em 1942, com a ocupação dos nazistas em Leiden, Huizinga é expulso da cidade e preso pela Gestapo. A apreensão do historiador não se deu por questões étnicas, tendo em vista que Huizinga não era judeu, e sim em função de um atrito com Johann von Leers, um professor alemão vinculado ao Partido Nacional-Socialista. Huizinga, na época reitor da universidade, recusou hospitalidade ao acadêmico nazista, que pretendia participar de uma conferência internacional na cidade holandesa, argumentando que von Leers havia publicado um panfleto antissemita, intitulado A exigência do momento presente: fora com os judeus!, no qual apresentava lendas populares depreciativas acerca do povo judeu como fatos históricos. O atrito, ainda lembrado na Holanda, ficou conhecido como o "incidente von Leers". Confinado em De Steeg, um pequeno vilarejo na província da Guéldria, Huizinga residiu na casa de seu colega Rudolph Cleveringa, vindo a falecer por motivos de saúde apenas algumas semanas antes da derrota do exército alemão e o fim da Segunda Guerra Mundial. Está enterrado no cemitério da Igreja Reformada de Oegstgeest, na Holanda.

## Carreira acadêmica
Huizinga iniciou seus trabalhos acadêmicos em 1891 no campo da linguística comparativa e dos estudos orientais, defendendo sua tese de doutorado sobre literatura sânscrita em 1897, área na qual, a princípio, esperava obter o reconhecimento acadêmico. No entanto, seus interesses pessoais e a influência de seu professor Petrus J. Blok o direcionaram para a História, vindo a se tornar professor nesta disciplina na Escola Superior do Haarlem logo após o doutorado. Outra figura importante na decisão de Huizinga em abandonar a linguística e partir para a história foi a forte relação de amizade com o historiador da arte André Jolles, com quem viria a romper relações bruscamente em 1933, quando Jolles adere ao Partido nacional-socialista na Alemanha.

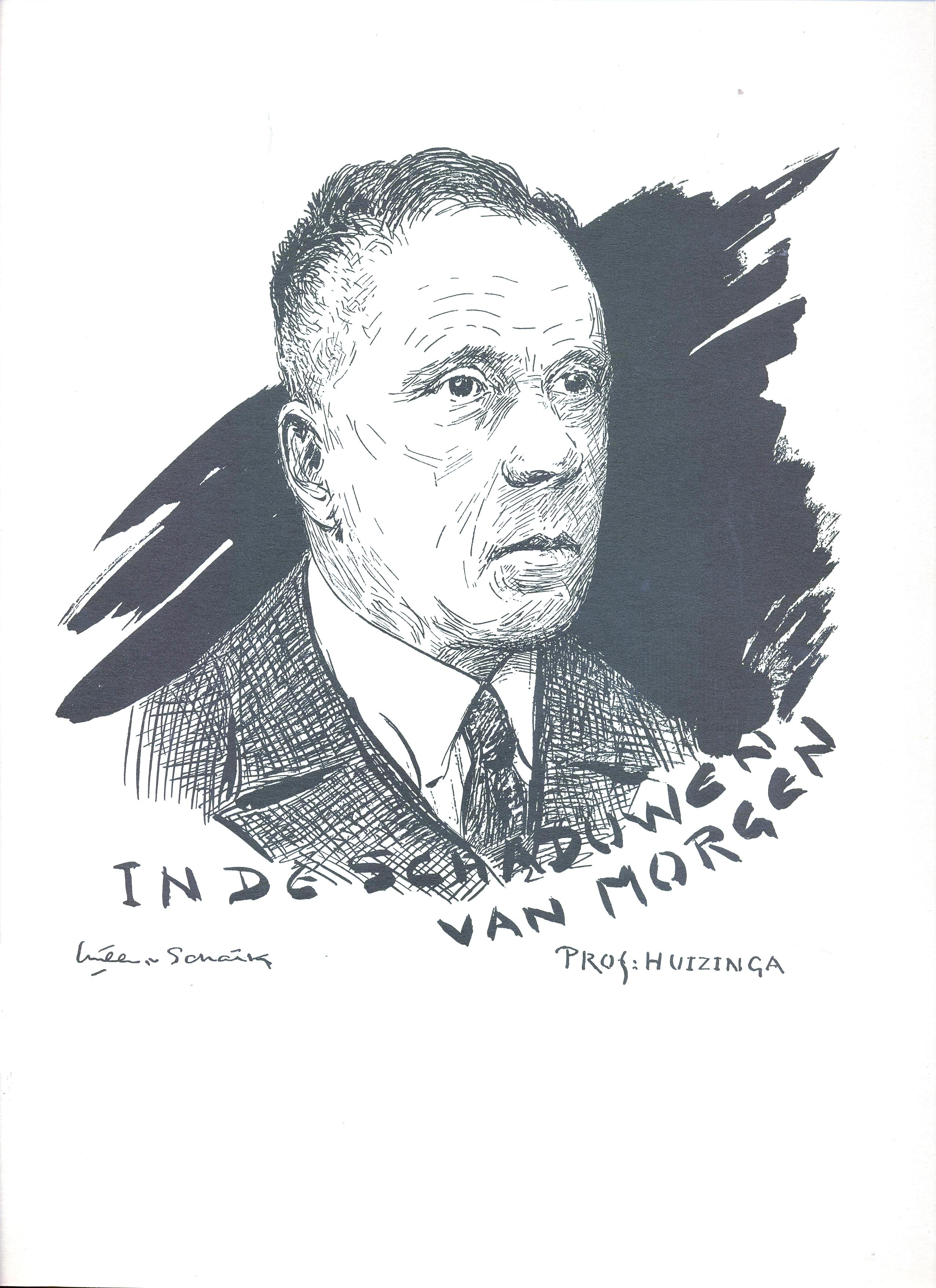
Gravura de Johan Huizinga
Por Willem van Schaik

Huizinga iniciou sua carreira ensinando História em uma escola secundária no Haarlem, onde elaborou uma pesquisa sobre as origens históricas da cidade, no entanto, ainda não se considerava um historiador de fato. Sua primeira experiência docente no ensino superior se deu na Universidade de Amsterdã, ensinando as antiguidades e a literatura da Índia. Neste oportunidade, atuou como privaatdocent, isto é, um professor não assalariado. Sua carreira profissional na área da História iniciou apenas após a sua admissão como professor na Universidade de Groningen em 1905. Em 1915, Huizinga é apontado para a cadeira de História Geral na Universidade de Leiden, elaborando e publicando nessa universidade os seus mais reconhecidos trabalhos. Em 1933, assumiu o cargo de reitor na mesma universidade, mantendo-o até o fechamento desta pelas autoridades nazistas em 1942. De 1916 a 1932, Huizinga foi o editor do periódico holandês De Gids.
Huizinga tornou-se conhecido no meio historiográfico com a publicação, em 1919, de O Outono da Idade Média, livro que logo recebeu traduções para diversas línguas. Inicialmente, a obra foi recebida com severas críticas pela academia holandesa, devido ao aspecto inovador de sua perspectiva sobre a transição de Idade Média para a Idade Moderna, e ao particular uso de fontes históricas para a compreensão do período, focada mais em narrativas literárias e crônicas do que nos documentos oficiais, o que, para a historiografia de seu tempo, comprometeria as bases científicas de seu estudo. A aceitação mais ampla do livro ocorreu principalmente a partir da década de 1990, todavia revelando até hoje um caráter ambíguo de apreciação e desconfiança. Com a publicação de Nas Sombras do Amanhã (1935) e Homo Ludens (1938), Huizinga tornou-se uma referência para o debate sobre a "crise da Europa", expressando severas críticas e preocupações quanto ao desenvolvimento cultural da civilização moderna. Suas obras neste período se inserem num conjunto mais amplo de publicações sobre o tema que as antecedem, incluindo A Decadência do Ocidente de Oswald Spengler (1918), A Crise do espírito de Paul Valéry (1919), O Mal-estar na Civilização de Sigmund Freud (1930) e A Rebelião das Massas de José Ortega y Gasset (1930), entre outras. Em 1938, Huizinga se tornou vice-presidente do Comitê Internacional de Cooperação Intelectual.

## Ideias notáveis

### A história como morfologia
Ao longo de toda a sua trajetória acadêmica no campo da história, Huizinga desenvolveu uma particular concepção acerca do funcionamento da pesquisa histórica e as suas relações com a arte e a ciência. Em 1905, após ser indicado para a cadeira de História da Universidade de Groninga, Huizinga apresentou sua aula inaugural, intitulada O elemento estético das representações históricas, texto que deu as bases para uma particular concepção acerca do estatuto científico da história e de sua tarefa enquanto disciplina. Nesta ocasião, o autor tomou posição na polêmica "Querela do Método" que então mobilizava a historiografia germânica, mostrando-se simpático às formulações teóricas de filósofos kantianos, como Heinrich Rickert, Wilhelm Windelband, Wilhelm Dilthey, Eduard Spranger e Georg Simmel, que, se opondo a uma assimilação metodológica da história pelas ciências naturais, defendia uma autonomia epistemológica das ciências humanas. Como tradição na academia holandesa, os professores novos eram obrigados a iniciar sua atividade docente tomando partido publicamente em relação aos fundamentos de sua própria disciplina. Para Huizinga, que não era um historiador por formação, tratava-se de uma tarefa dupla: escolher o lado na Querela, e apresentar as ideias que norteariam suas pesquisas a partir dali.

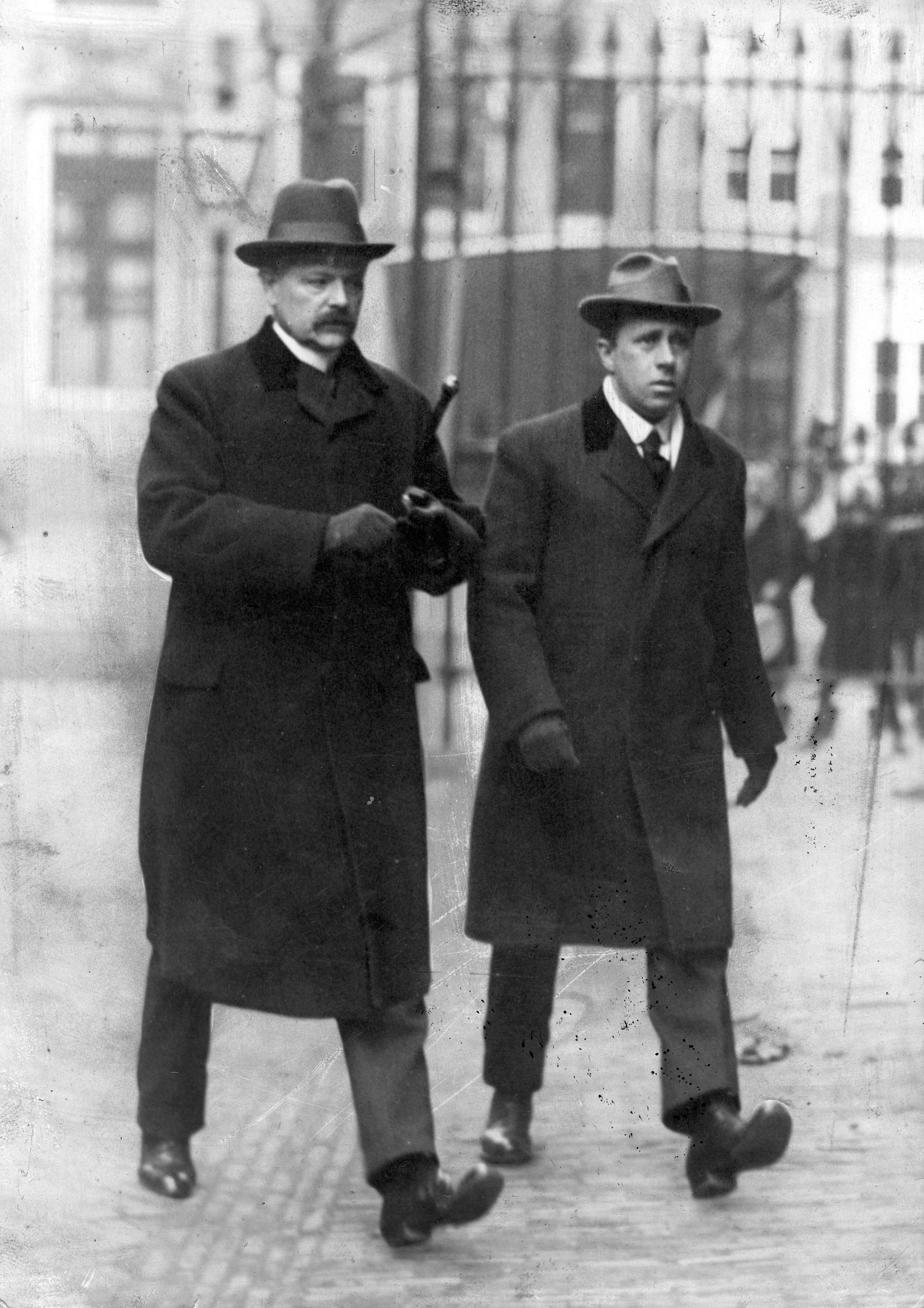
A. W. Nieuwenhuis (esquerda) e Johan Huizinga (direita), entrando no prédio da Universidade de Leiden
Fotógrafo desconhecido, 1917

Neste texto, Huizinga elaborou uma revisão de textos e ideias da historiografia alemã considerados problemáticos sob o ponto de vista teórico, para então apresentar a sua própria perspectiva. Comentou-se, principalmente, dois autores: Karl Lamprecht e Ernst Bernheim. O primeiro, autor da extensa História alemã (Deutsche Geschichte), obra em dez volumes cobrindo toda a história alemã, buscou promover o seu método psíquico-social, tido como a verdadeira ciência histórica. Para Lamprecht, a tarefa da história da cultura seria ocupar-se exclusivamente com fenômenos universais, considerando tudo o que seja particular ou individual como referente ao campo da arte, e, portanto, alheio à história. O segundo, autor do famoso Manual do Método histórico (Lehrbuch der historischen Methode), elaborou uma distinção muito rígida entre a história e a arte, delimitando o momento artístico da produção historiográfica apenas à prática da escrita, e não ao próprio processo de formulação dos conceitos históricos. Ainda que Huizinga não fosse adepto de uma universalidade metodológica da história da arte sobre a historiografia, lhe pareceu que era maior a afinidade entre história e arte, que tinham como elo a prática da imaginação:
| “ | Imaginação, visão histórica, sentido histórico: todas estas palavras falam da essência mais profunda da formação dos conceitos históricos. [...] Ainda que nas ciências naturais todo o saber deva ser fixado em princípios rigorosos, entre o quais a claridade da representação seria nada mais que um impedimento, a história possui outra tarefa. Se esta última quiser alcançar seu objetivo, que é reviver o passado, deve superar com consciência os limites do que é reconhecível por meio de conceitos e fazer surgir diante dos olhos do leitor um conjunto claro de representações, em outras palavras, uma imagem. | ” |

Estas foram as palavras de um Huizinga que recém se iniciava na disciplina História. A aplicação desta que inicialmente fora uma proposta teórica veio apenas em 1919, com a publicação de sua primeira grande obra, O Outono da Idade Média. Constantemente revisado nas décadas de 1920 e 1930, o livro seguiu uma linha interpretativa que visava apreender o período tardo-medieval não com conceitos abstratos, mas a partir da construção de imagens, isto é, uma representações estéticas repletas de vivacidade e imediatez. Estas imagens, também chamadas de formas históricas, tem sua constituição possibilitada pelo distanciamento temporal que separa o pesquisador do objeto de pesquisa, a chamada distância histórica. Desta forma, a perspectiva de Huizinga entendia que a tarefa do historiador seria realizar uma morfologia do passado, concebendo a criação formas imagéticas como um modo de compreender a história. Por meio desta morfologia, seria possível ao historiador alcançar seu objetivo maior, a saber, reexperimentar ou reviver o passado através de uma "sensação histórica".

## Legado

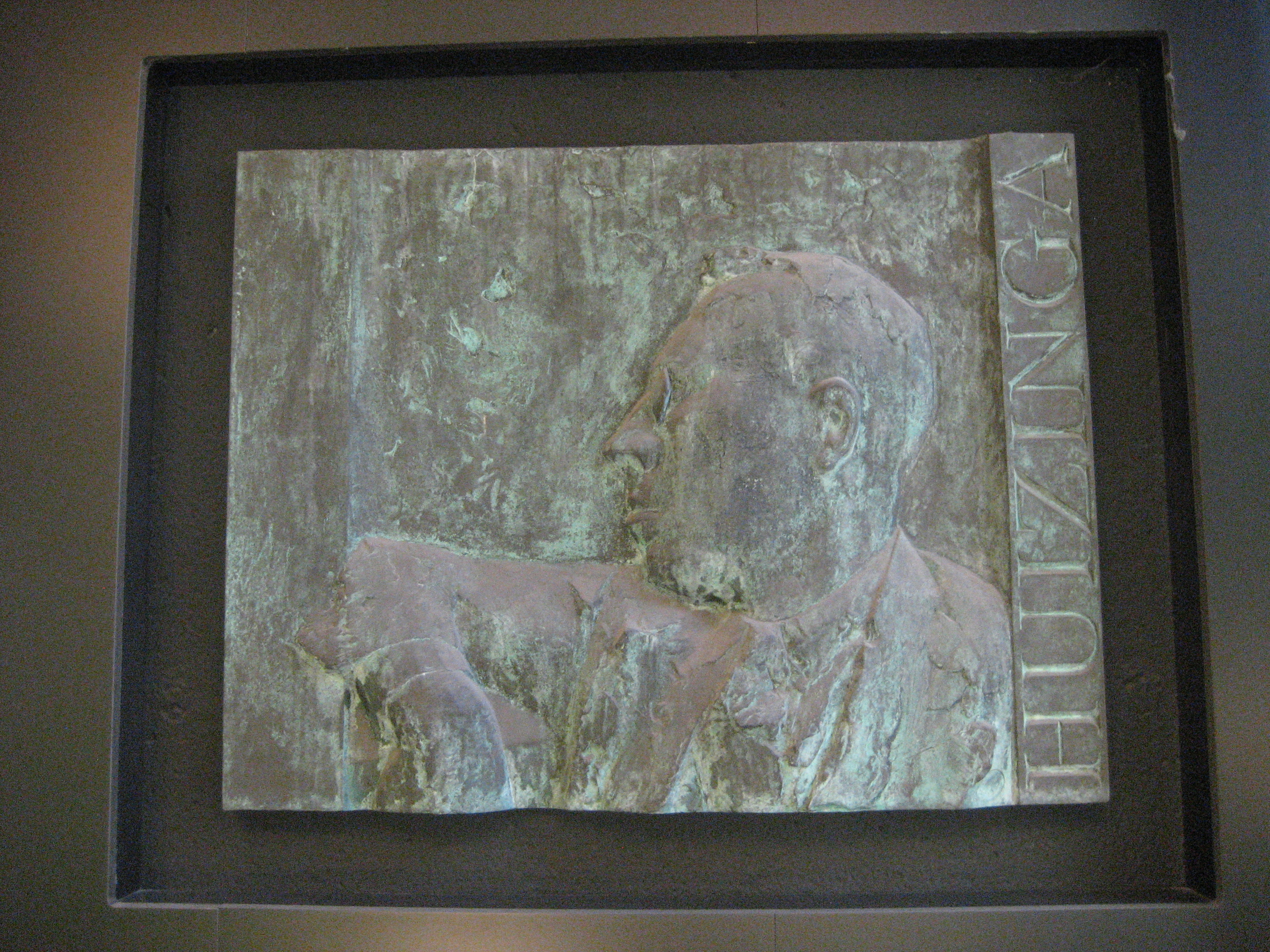
Placa em memória de Johan Huizinga na Universidade de Leiden
Obra do escultor Frans de Wit, revelada por Laura M. Conley-Huizinga em 8 de dezembro de 1996

A influência de Huizinga como um pioneiro na história da cultura e das mentalidades foi e continua grande, sendo o autor considerado um dos fundadores da nova historiografia das décadas de 1920 e 1930. Livros como O Outono da Idade Média, Homo Ludens e Nas sombras do amanhã seguem a desafiar as novas gerações de historiadores. A primeira delas, por exemplo, é considerada, ao lado de A cultura do Renascimento na Itália de Jacob Burckhardt, como uma das obras clássicas na área da história cultural moderna, mantendo ainda hoje o prestígio de um texto atual, que continua sendo lido e impresso cem anos após a primeira publicação. Considera-se que os livros de Huizinga ofereceram as bases metodológicas para o desenvolvimento da história cultural britânica e norte-americana a partir da década de 1970, como em O Retorno de Martin Guerre de Natalie Zemon Davis ou Renaissance Self-Fashioning, de Stephen Greenblatt. Ainda que Huizinga tenha sido tradicionalmente lembrado como um historiador com pouco interesse em assuntos políticos e econômicos, priorizando os aspectos culturais, esta caracterização vem sendo desconstruída a partir da leitura de textos menos conhecidos de sua obra, como Homem e Massa na América e Vida e pensamento na América, que revelam contribuições de Huizinga para a compreensão da História dos Estados Unidos sob a ótica da economia e da ciência política.
Na Holanda, historiadores como Frank Ankersmit, Wessel Krul, Anton van der Lem e Willem Otterspeer fizeram esforços significativos no sentido de trazer a obra de Huizinga para a superfície dos debates historiográficos. As contribuições de Huizinga se estendem para a teoria da história, tendo dissertado sobre alguns dos assuntos centrais da disciplina, como a definição do conceito de história, o problema da periodização da história e a relação da história com a ciência e com a arte. Escreveu ainda textos que ajudaram a formular o ofício do historiador diante dos desafios do tempo presente, defendendo uma amálgama entre as dimensões ética e estética da história. O Homo Ludens, por outro lado, é hoje uma das principais referências metodológicas na historiografia para se pensar o papel do elemento lúdico nas sociedades, sendo utilizado por uma grande variedade de trabalhos.

## Obra

### Livros
- 1897 — O Vidûsaka no drama indiano (De Vidûsaka in het Indisch tooneel)
- 1918 — Homem e Massa na América: quatro ensaios sobre a história da civilização moderna (Mensch en Menigte in Amerika: vier essays over moderne beschavingsgeschiedenis)
- 1919 — O Outono da Idade Média: estudo sobre as formas de vida e de pensamento dos séculos XIV e XV na França e nos Países Baixos (Herfsttij der Middeleeuwen: Studie over levens en gedachtenvormen der veertiende en vijftiende eeuw in Frankrijk en de Nederlanden)
- 1924 — Erasmo (Erasmus)
- 1926 — Dez estudos (Tien Studiën)
- 1927 — Vida e pensamento na América. Comentários dispersos (Amerika levend en denkend. Losse opmerkingen)
- 1927 — Vida e obra de Jan Veth (Leven en werk van Jan Veth)
- 1929 — Investigações histórico-culturais (Cultuurhistorische verkenningen)
- 1935 — Nas sombras do amanhã: diagnóstico da enfermidade espiritual do nosso tempo (In de schaduwen van morgen: Een diagnose van het geestelijk lijden van onzen tijd)
- 1935 — A marca espiritual da Holanda (Nederland's geestesmerk)
- 1937 — A ciência da história (De wetenschap der geschiedenis)
- 1938 — O Homem e a Cultura (Der Mensch und die Kultur)
- 1938 — Homo Ludens: o jogo como elemento da cultura (Homo ludens. Proeve eener bepaling van het spel-element der cultuur)
- 1941 — A civilização holandesa no século XVII (Nederland's beschaving in de zeventiende eeuw)
- 1945 — Mundo violado. Uma consideração sobre as chances de recuperação de nossa civilização (Geschonden wereld. Een beschouwing over de kansen op herstel van onze beschaving, póstuma)
- 1947 — Meu caminho para a história (Mijn weg tot de historie, póstuma)
- 1948-1953 - Obras coletadas (Verzamelde werken, póstuma)

### Artigos e ensaios
- 1903 — Sobre o estudo e apreciação do budismo (Over studie en waardeering van het buddhisme)
- 1903 — Do pássaro Charadrius (Van den vogel Charadrius)
- 1905 — O elemento estético das representações históricas (Het aesthetische bestanddeel van geschiedkundige voorstellingen)
- 1907 — Sobre a história antiga do Haarlem (Over de oudste geschiedenis van Haarlem)
- 1912 — Da história da nossa consciência nacional (Uit de voorgeschiedenis van ons nationaal besef)
- 1912 — Sobre o significado de 1813 para o espírito da civilização da Holanda (Over de betekenis van 1813 voor Nederland's geestelijke beschaving)
- 1914 — Da história da universidade em Groningen (Uit de geschiedenis der Universiteit te Groningen)
- 1920 — O problema do renascimento
- 1921 — Sobre uma definição do conceito de história (Over een definitie van het begrip geschiedenis)
- 1921 — A figura da morte em Dante
- 1923 — A Santa de Bernad Shaw
- 1925 — Uma curiosa superstição
- 1926 — Rosenkranz e Güldenstern
- 1926-1929 — A Tarefa da História da Cultura (De taak der cultuurgeschiedenis)
- 1929 — Sobre a transformação da história (Over vormverandering der geschiedenis)
- 1929 — Renascimento e realismo
- 1929 — Pequeno colóquio sobre temas do romantismo
- 1931 — O imoralista que encontrou Deus (De immoralist die God vond)
- 1931 — A historiografia na França contemporânea (De geschiedschrijving in het hedendaagsche Frankrijk)
- 1935 — O fundamento filosófico da biologia (De wijsgeerige gron der biologie)
- 1936 — Existe transformação? (Gibt es Verwandlung?)
- 1936 — O que Erasmo não compreendeu (Ce qu'Érasme ne comprenait pas)
- 1936 — Erasmo sobre Pátria e Nações (Erasmus über Vaterland und Nationen)
- 1937 — Cooperação espiritual dos povos (Geistige zusammenarbeit der völker)
- 1939 — Neutralidade e liberdade, valor e civilização (Neutraliteie en vrijheid, waardheid en beschaving)
- 1940 — Patriotismo e nacionalismo na história Europeia até o final do século XIX (Patriotisme en nationalisme in de Europeesche geschiedenis tot het einde der 19e eeuw)
- 1940 — Condições para a recuperação da civilização (Conditions for a recovery of civilization)
- 1943 — Forma mutável da história (History Changing Form)

### Discursos e conferências
- 1925 — Em memória de Hugo Grócio
- 1926 — A influência da Alemanha na cultura holandesa
- 1933 — Discurso sobre o futuro do espírito europeu (Discours sur l'avenir de l'espirit européen)
- 1936 — Humanismo ou humanidades? (Humanisme ou humanités?)
- 1936 — Os critérios da loucura em Erasmo (Erasmus' maatstaf der dwaasheid)
- 1937 — Discurso sobre o destino próximo das letras (Discours sur le destin prochain des lettres)

### Artigos científicos
- Anchor, Robert (1978). «History and Play: Johan Huizinga and His Critics». History and Theory (em inglês). 17 (1): 63-93.

- Aubert, Eduardo H. (2011). «A História em Trajes de Brocado. Forma, tempo e processo em Johan Huizinga e Herbert Grundmann». Revista Signum. 12 (1): 1-37.

- Burke, Peter (1986). Traduzido por Quiñónez, Isabel. «Huizinga, profeta de sangre y rosas» (PDF). History Today. 36.

- Colie, Rosalie L. (1964). «Johan Huizinga ans the Task of Cultural History». The American Historical Review (em inglês). 69 (3): 607-630.

- Damas, Naiara (2010). «A morfologia histórica de Johan Huizinga e o caráter pragmático do passado». História da Historiografia (4): 234-254.

- Damas, Naiara (2016). «Clio e Melpomene: a correspondência entre Johan Huizinga e André Jolles sobre a escrita da História» (PDF). Rio de Janeiro. Topoi (Rio J.). 17 (33): 626-647. Consultado em 20 de julho de 2018. Cópia arquivada (PDF) em 20 de julho de 2018.

- Damas, Naiara (2007). «Johan Huizinga e a História da Cultura: a dimensão ética e estética da História» (PDF). Anais das Jornadas de 2007 - Programa de Pós-Graduação em História Social da UFRJ: 1-13.

- Dierick, Augustinus (1982). «Perceptions and Prophecies in Johan Huizinga's America» (PDF). Canadian Journal of Netherlandic Studies (em inglês). 2 (3): 44-48.

- Edwards, Jason (2013). «Play and Democracy: Huizinga and the Limits of Agonism». Political Theory. 41 (1): 90-115. doi:10.1177/0090591712463200.

- Gastaldo, Édison; Helal, Ronaldo (2013). «Homo Ludens e o futebol-espetáculo». Revista Colombiana de Sociología. 36 (1): 111-122. ISSN 0120-159X.

- Geyl, Pieter (1963). «Huizinga as Accuser of His Age». Hystory and Theory (em inglês). 2 (3): 231-262.

- Gombrich, Ernst (1973). «Huizinga's Homo ludens». BMGN - Low Countries Historical Review. 88 (2): 275-296.

- Hollander, Jaap; Paul, Herman; Peters, Rik (2011). «Introduction: The metaphor of historical distance». History and Theory. 50 (4): 1-10. ISSN 0018-2656.

- Huizinga, Johan (2005). «El elemento estético de las representaciones históricas» (PDF). Prismas - Revista de História Intelectual (em espanhol) (9): 91-107.

- Kammen, Michael (1982). «"This, Here, and Soon": Johan Huizinga's Esquisse of American Cultura». BMGN - Low Countries Historical Review. 97 (3): 589-616.

- Kors, Michel; Mata, Sérgio (2015). «Johan Huizinga: humanismo e teoria da história nas sombras do amanhã». História da historiografia (18): 353-305.

- Krul, Wessel (1997). «In the Mirror of van Eyck: Johan Huizinga's Autumn of the Middle Ages». Journal of Medieval and Early Modern Studies (em inglês). 3 (27): 296-384.

- Lente, Dick van (2013). «Huizinga's Children: Play and Technology in Twentieth Century Dutch Cultural Criticism (From the 1930s to the 1960s)» (PDF). Icon. 19: 52-74.

- Midgley, Anne (2012). «Cultural History and the World of Johan Huizinga». Saber and Scroll (em inglês). 1 (11): 1-14. Consultado em 16 de março de 2018. Arquivado do original em 17 de março de 2018.

- Otterspeer, Wilhelm (1997). «Huizinga before the Abyss: The von Leers Incident at the University of Leiden, April 1933» (PDF). Journal of Medieval and Early Modern Studies. 27 (3).

- Pachter, Henry (1979). «Masters of Cultural History III: Johan Huizinga - The Historian as Magister Ludi». Salmagundi (46): 103-119.

- Peters, Edward; Simons, Walter (1999). «The New Huizinga and the Old Middle Ages». Review Speculum (em inglês). 74 (3): 587-620.

- Shaw, David (1998). «Huizinga's timeliness». History and Theory. 37 (2): 245-258. doi:10.1111/0018-2656.00051.

- Torpey, John (2015). «Huizinga on America». Journal of Classical Sociology. 15 (3): 293-301.

- Wesseling, Henk (2002). «From cultural historian to cultural critic: Johan Huizinga and the spirit of the 1930s». European Review (em inglês). 10 (4): 485-499. Consultado em 16 de março de 2018. Arquivado do original em 17 de março de 2018.

### Teses e dissertações
- Damas, Naiara (2008). A Europa em Jogo: as críticas de Johan Huizinga à cultura de seu tempo (1926-1945) (PDF) (Dissertação de Mestrado). Rio de Janeiro: Universidade Federal do Rio de Janeiro.

- Damas, Naiara (2013). As formas da História: Johan Huizinga e a História da Cultura como Morfologia (Tese de Doutorado). Rio de Janeiro: Universidade Federal do Rio de Janeiro.

### Livros
- Burke, Peter (2004). O que é história cultural?. Rio de Janeiro: Zahar. ISBN 9780745658681

- Costa, Marcelo (2013). «Johan Huizinga (1872-1945)». In:  Parada, Maurício. Os Historiadores Clássicos da História Vol.2: De Tocqueville a Thompson. Petrópolis: Vozes. ISBN 9788532644664

- Damas, Naiara (2013). «Johan Huizinga (1872-1945)». In:  Bentivoglio, J.; Lopes, M. A constituição da História como Ciência: de Ranke a Braudel. Petrópolis: Vozes. ISBN 9788532645487

- Haskell, Francis (2003). «Art and history: the legacy of Johan Huizinga». In:  Bolvig, Axel; Lindley, Phillip. History and Images: Towards a New Iconology. Turnholt: Brepols. pp. 3–17. ISBN 9782503511559

- Huizinga, Johan (1992). El concepto de la historia y otros ensayos (em espanhol). México: Fondo de Cultura Económica. ISBN 9789681639358

- Huizinga, Johan (2001). Homo Ludens: o jogo como elemento da cultura. São Paulo: Perspectiva. ISBN 978-85-273-0075-9

- Huizinga, Johan (2010). O Outono da Idade Média. São Paulo: Cosac & Naify. ISBN 978-85-7503-756-0

- Kelley, Donald (2003). Fortunes of history. Historical inquiry from Herder to Huizinga (em inglês). New Haven: Yale University Press. ISBN 9780300128291

- Koops, W.; Kossmann, E.; Plaat, G., eds. (1973). Johan Huizinga 1872-1972. Papers delivered to the Johan Huizinga Conference Groningen 11-15 december 1972 (em inglês). The Hague: Nijhoff. ISBN 9789401196390

- Noordegraaf, Jan (1996). «'On Light and Sound'. Johan Huizinga and nineteenth-century Linguistics». The Dutch Pendulum. Linguistics in the Netherlands 1740-1900 (PDF) (em inglês). Münster: Nodus Publikationen. ISBN 9783893232642

- Otterspeer, Willem (2010). Reading Huizinga (em inglês). Amsterdam: Amsterdam University Press. ISBN 9781283050227

- Vollgraff, C. W. (1945). «Herdenking van Johan Huizinga (7 December 1872 - 1 Februari 1945)». Jaarboek (PDF). Amsterdam: Huygens Institute.

### Páginas da web
- Encyclopedia. «Huizinga, Johan» (em inglês).

- Hugenholtz, F. W. N. «Huizinga, Johan (1872-1945)» (em inglês).

- Liukkonen, Petri (2008). «Johan Huizinga» (em inglês). Cópia arquivada em 3 de fevereiro de 2015.